# شعيب مالك
شعيب مالك (1 فبراير 1982 في باكستان - ) (بالأردوية: شعیب ملک)‏ (بالإنجليزية: شعیب ملک)‏ هو لاعب كريكت باكستاني. شارك مع منتخب باكستان للكريكت. أما مع النوادي، فقد لعب مع باكستان وجوجرانوالا وBarbados Royals ‏ ونادي مقاطعة غلوستر للكريكت ‏ وHobart Hurricanes ‏ وPakistan International Airlines cricket team ‏ ودلهي كابيتالز وSialkot cricket team ‏.

## وصلات خارجية
- شعيب مالك على موقع إي آس بي آن كريك إنفو (الإنجليزية)
- شعيب مالك على موقع ويزدن الهند (الإنجليزية)